# Terpsichore fabispora
Terpsichore fabispora là một loài thực vật có mạch trong họ Polypodiaceae. Loài này được (Copel.) A. Rojas mô tả khoa học đầu tiên năm 2008.